# Limnophora terrestris
Limnophora terrestris är en tvåvingeart som beskrevs av Paterson 1955. Limnophora terrestris ingår i släktet Limnophora och familjen husflugor. Inga underarter finns listade i Catalogue of Life.